# Гасымов, Джаббар Агададаш оглы
Джаббар Гасымов Агададаш оглы (азерб. Cabbar Ağadadaş oğlu Qasımov; 2 февраля 1935, Баку - 10 октября 2002, Баку) — советский и азербайджанский художник-график, плакатист, Заслуженный художник Азербайджанской Советской Социалистической Республики (1982), Народный художник Азербайджана (2002).

## Биография
Джаббар Гасымов родился 9 февраля 1935 года в городе Баку. В 1956 году окончил Азербайджанское государственное художественное училище имени Азима Азимзаде, а в 1963 году - Московский государственный художественный институт имени В. Сурикова. В 1965 году Джаббар Гасымов был избран членом Союза художников Азербайджана, затем он был членом Президиума Союза и председателем плакатного отдела..
Профессор Джаббар Гасымов, помимо своего творчества, также активно работал в области педагогики, много лет преподавал в Азербайджанском государственном университете культуры и искусств и Академии художеств Азербайджана.
Джаббар Гасымов скончался 19 октября 2002 года.

## Творчество
Джаббар Гасымов начал свою деятельность как плакатист-художник. Он также создавал картины в жанре живописи, занимался книжной графикой и монументальным искусством. Его плакаты отличались содержанием, актуальностью темы и эмоциональностью.
Среди значимых работ художника можно отметить плакаты "По пути Ленина к победе коммунизма" (1970), "Миру планеты детям", "Защищай и люби землю". Его плакат "Наша цель - строить" был примером на конференции плакатистов Закавказья в 1965 году и был награжден дипломом Союза художников СССР..
Произведения Джаббара Гасымова были представлены на выставках, проводимых в разные годы в Азербайджане и других странах, и неоднократно отмечались дипломами и почетными грамотами.

## Награды и звания
- Почетное звание «Заслуженный художник Азербайджанской ССР» (1982) [3]
- Почетное звание «Народный художник Азербайджана» (2002) [4]